# Doom 3: Resurrection of Evil
Doom 3: Resurrection of Evil — відеогра-шутер від першої особи, розроблена Nerve Software і видана Activision. Він був випущений для Microsoft Windows 3 квітня 2005 року як доповнення і продовження Doom 3 і 5 жовтня 2005 року для ігрової консолі Xbox. Версія для Xbox не вимагає оригінального Doom 3 для гри і включає The Ultimate Doom, Doom II: Hell on Earth і Master Levels для Doom II.
Відеогра має вісім багатокористувацьких режимів гри. Resurrection of Evil має дванадцять нових однокористувацьких рівнів, шість нових ворогів, включаючи мисливця, чотири нові багатокористувацькі карти, а також нову зброю, таку як двостволка, що походить від Doom II.

## Геймплей
Resurrection of Evil додає дві нові основні функції в ігровий процес, які гравець може використовувати протягом всієї гри. По-перше, це інструмент, який спочатку був розроблений для Doom 3; «Граббер». Граббер, як і «гравітаційний пістолет» з гри Half-Life 2, є фізичною зброєю, яка дозволяє гравцеві підбирати і переміщати певні предмети. Це також дозволяє гравцеві ловити вогняні кулі і кидати їх назад у ворога. Resurrection of Evil дещо розкритикували за використання Grabber через попередню популярність подібної зброї в Half-Life 2. Розробники прокоментували, що інструмент спочатку був у Doom 3 до Half-Life 2 і використовувався для створення «пошкоджених» кімнат; Замість того, щоб будувати зруйновану кімнату, вони будували незайману кімнату і використовували граббер, щоб реалістично її «пошкодити».
Є три основні відмінності між граббером і гравітаційною гарматою. Перший полягає в тому, що граббер має обмежений заряд, і, таким чином, може утримувати об'єкт лише кілька секунд. Друга полягає в тому, що граббер створює ефект спотворення, який може затьмарити зір гравця під час використання. Третій, і, безумовно, найважливіший з точки зору його впливу на ігровий процес, полягає в тому, що граббер може ловити і кидати снаряди і дрібних істот, тоді як гравітаційна гармата не може. Це робить його найкращою зброєю для перемоги над кількома типами монстрів, включаючи Загублену душу, Херувима і Банального, яких він може кидати і вбивати прямо, а також Чортеня, Какодемона, Пекельного лицаря і Вульгара, чиї снаряди він може зловити і кинути назад. Він не може зловити ракети Revenant.
Другою додатковою функцією є Артефакт. Артефакт має три здібності, кожна з яких стає доступною після перемоги над одним із перших трьох монстрів-«босів» розширення. Найчастіше коментується «пекельний час», ефект, який змінює сприйняття гравця як сприйняття уповільненого знімання, за винятком власних рухів гравця. Цей ефект примітний, оскільки щось подібне спочатку було представлено як ключовий новий елемент геймплея Max Payne, а пізніше використано в грі 2005 року F.E.A.R.
У версії для Xbox додали ексклюзивну нову функцію в ігровий процес який мав полегшити проходження: ліхтарик тепер кріпиться безпосередньо до зброї. У PC-версії Resurrection of Evil, як і в будь-якій версії Doom 3, гравці не можуть орудувати ліхтариком і зброєю одночасно, що змушує їх постійно перемикатися між ними. Багато гравців просили реалізувати таку функцію після виходу оригінальної гри, і для цього були випущені різні модифікації. Однак у версії для Xbox ліхтарик встановлюється на пістолет — найпростішу вогнепальну зброю гри — і не може бути встановлений на більш потужну зброю.
Ще одне доповнення — двостволка. Він використовує ті ж боєприпаси, що і звичайний дробовик, але стріляє відразу двома снарядами, пропонуючи набагато більшу зупиняючу силу і вбиваючи більшість ворогів одним пострілом. Мінусом є те, що з кожним пострілом зброю потрібно перезаряджати, щоб використовувати знову. Таким чином, він нагадує двоствольний Super Shotgun з Doom II: Hell on Earth.
Також збільшено боєкомплект зброї (наприклад, місткість боєприпасів Plasma Gun збільшена з 450 до 500 патронів). Протягом всієї гри є три нові мінігри на придатних для використання аркадних шафах, на відміну від одиночної гри «Super Turbo Turkey Puncher 3», знайденої в оригіналі. «Sarge's Big Game Hunt» — артилерійська гра, Hellanoid — клон Арканоїда, а «Martian Buddy Blaster» — гра-шутер.
Також в розширення було включено чотири нових монстри, не рахуючи босів. Першим новим монстром (також першим монстром, побаченим у грі) є Forgotten One, варіант Lost Soul. Він більше нагадує Lost Souls з оригінальних ігор, будучи палаючим рогатим черепом без будь-яких кібернетичних деталей. Друге доповнення — Vulgar. Він тісно пов'язаний з чортеня, і поводиться майже точно як один. Модель, використана для Vulgar, була оригінальною моделлю Archvile, яку можна було побачити на ранніх скануваннях Doom 3. [потрібне цитування] Третє нове доповнення — Bruiser. Приблизно такого ж розміру, як і Hell Knight, він має комп'ютерний монітор, встановлений на лицьовій стороні, який блимає одним із кількох зображень на екрані, включаючи око, коли бачить гравця, і набір миготливих, гострозубих щелеп. Четвертий — зомбі біокостюма, що зустрівся лише за один короткий пробіг каналізаційним тунелем.

## Конспект
У 2147 році, через два роки після подій Doom 3, UAC виявляє дивний сигнал від одного зі своїх марсіанських супутників і, отже, відправляє команду для розслідування. Після цього команда знаходить артефакт і через це Сили Пекла починають нове вторгнення. Гравець, морський бойовий інженер, який виявляє пекельний пристрій, повинен пробитися через базу, щоб дістатися до лікаря, переслідуваного демонами. Макніл, невидимий персонаж у Doom 3, був інформатором, який повідомив радника Елліота Суонна та Джека Кемпбелла про таємничу діяльність Малкольма Бетругера на початку Doom 3.
Морський піхотинець зрештою знаходить її, і вона доручає йому зупинити вторгнення, повернувши артефакт у пекло. У своїх подорожах він перемагає трьох Мисливців за пеклом (демонів, які повинні були знайти Артефакт) і поглинає їх сили в стародавній пристрій.
Морський піхотинець прибуває в пекло і пробивається до Бетругера, який став схожим на дракона Маледиктом. Після деяких боїв Бетругер кусає морського піхотинця, але перш ніж він встигає його з'їсти, морський піхотинець засовує артефакт у горло Бетругера, змушуючи його дематеріалізуватися. Залишився тільки його череп. Гра закінчується яскравим білим світлом, за яким слідує голос Макніла, який каже: «Морський піхотинець?… Ласкаво просимо додому.»

## Розвиток
Розробка Resurrection of Evil була анонсована id Software в жовтні 2004 року. У той час як Doom 3 був розроблений id Software, Resurrection of Evil був розроблений Nerve Software. Activision залишиться видавцем.
Resurrection of Evil отримав переважно схвальні відгуки; версія для Windows має оцінку 78/100 на сайті-агрегаторі рецензій Metacritic, тоді як версія для Xbox оцінюється в 77/100.